# Bob-Weltmeisterschaft 1961
Die 20. Bob-Weltmeisterschaft wurde am 11. und 11. Februar im Zweierbob und auf Grund einer wetterbedingten Verkürzung nur am 18. Februar 1961 im Viererbob auf der Olympia-Bobbahn Mount Van Hoevenberg im amerikanischen Austragungsort der Olympischen Winterspiele von 1932, Lake Placid ausgetragen. Nach 1949 wurden erst zum zweiten Mal Bob-Weltmeisterschaften in Übersee ausgetragen. Titelverteidiger Eugenio Monti gewann erneut wie im Vorjahr beide Weltmeistertitel.

## Konstellation
Nach langer Wartezeit mit mehreren Anläufen hatte der internationale Bobverband FIBT für 1961 die Bob-Weltmeisterschaften wieder nach Lake Placid vergeben, da eine Verlegung des Olympischen Bobwettbewerbes nach Lake Placid in Ermangelung einer Bobbahn in Squaw Valley vom IOC abgelehnt worden war. Vor dem IOC-Beschluss hatte sich die FIBT schon darauf geeinigt, im Falle einer solchen Entscheidung 1960 anstelle der ausgefallenen Bobwettbewerbe eine Weltmeisterschaft im italienischen Cortina d’Ampezzo durchzuführen und 1961 die Weltmeisterschaften in Lake Placid stattfinden zu lassen. Darüber hinaus stand der Bobsport aber weiterhin unter Beobachtung des IOC´s, eine Zulassung zu den Olympischen Winterspielen 1964 in Innsbruck galt im zeitlichen Umfeld der WM noch keinesfalls als sicher. Allerdings war schon 1959 vom IOC beschlossen worden, den Rennschlittensport 1964 erstmals ins Programm der Winterspiele aufzunehmen. Der Austragungsort Innsbruck schickte sich dementsprechend auch an, in Igls eine Rennschlitten- und Bobbahn zu bauen. Die endgültige Bestätigung für die Durchführung von Bobwettbewerben fiel aber erst auf der 58. IOC Session im Sommer 1961 in Athen. Allerdings schafften es die Organisatoren in Innsbruck bis zum Sommer 1961 nicht, eine Austragung der von der FIBT für den Januar 1962 in Igls geplanten Bob-Weltmeisterschaft zu garantieren. Somit wurde im Juli seitens des FIBT-Präsidenten Rotta ein Tausch von Garmisch-Partenkirchen und Igls verfügt, wodurch die WM 1962 in Garmisch und 1963 in Igls stattfand.
Aufgrund dieser Unsicherheiten war die FIBT daher stark bemüht, möglichst viele Nationen dazu zu bewegen, Bobmannschaften nach den USA zu schicken. Letztlich gingen 10 Nationen an den Start. Die europäischen Verbände aus Frankreich und Polen entsandten wohl auch aus Kostengründen keine Bobs, die erhoffte Teilnahme von Argentinien und dem neuen FIBT-Mitglied Japan kam auch nicht zustande. Die größte Herausforderung war für die Bobteams die vielen Athleten unbekannte Bobbahn am Mount Hoevenberg, die unter den wenigen international zugelassenen Bobbahnen zu den schwierigsten zählte.

## Zweierbob
An den Trainingstagen fuhren die üblichen favorisierten Bobs aus Italien, der Schweiz und Deutschland die besten Zeiten. Hinzu kam vor allem der Amerikaner Sheffield, der nachvollziehbarerweise von seinem Heimvorteil profitierte. Insgesamt gingen 19 Bobs aus 10 Nationen an den Start.
Der erste Lauf endete mit einer Überraschung. Titelverteidiger und -favorit Eugenio Monti fuhr nur die drittbeste Zeit während Max Angst aus der Schweiz Laufbestzeit fuhr. Die zweitschnellste Zeit fuhr das neu zusammengestellte britische Duo Nash/Dixon. Der zweite schwedische Bob musste bereits nach dem ersten Lauf aufgeben. Im zweiten Lauf zeigte Monti sein ganzes Können und fuhr neuen Bahnrekord. Die Konkurrenz war über eine Sekunde langsamer, Max Angst verlor beispielsweise fast zwei Sekunden auf den Italiener. Durch zwei recht gleichmäßige Fahrten hatte sich Franz Schelle, Vizeweltmeister des Vorjahres im Zweierbob nach dem ersten Tag auf den zweiten Platz geschoben, allerdings mit schon fast anderthalb Sekunden Rückstand auf Monti. Auf Rang drei lag nach einem eher mäßigen Sergio Zardini, 15 Hundertstel vor dem Schweizer Max Angst liegend. Die Briten Nash/Dixon hatten sich nach der nur elftbesten Zeit im zweiten Lauf schon aus dem Medaillenrennen verabschiedet. Der mit Außenseiterchancen gestartete Gary Sheffield lag nach dem ersten Tag auf Platz fünf.
Am zweiten Wettkampftag musste Eugenio Monti im dritten Lauf als Erster an den Start, was sich prompt in der nur viertbesten Zeit äußerte. Landsmann Zardini verringerte mit Laufbestzeit den Abstand auf Monti um fast eine Sekunde und schob sich auf den zweiten Platz vor. Da Franz Schelle mit der nur sechstbesten Zeit über eine Sekunde auf Zardini verlor, rutschte er auf den dritten Platz ab, gefolgt von den zwei amerikanischen Teams, die nun plötzlich wieder Medaillenchancen hatten.
Im Finaldurchgang zog Monti nochmals alle Register und verteidigte mit einer Verbesserung des erst am Vortag von ihm aufgestellten Bahnrekords seinen Titel. Dass der Vorsprung auf die zweitplatzierten Amerikaner Sheffield/Tennant mit über drei Sekunden so groß war, lag vor allem an der Konkurrenz, die sich selbst schlug. Während Sheffield/Tennant sich mit der zweitbesten Laufzeit etwas überraschend Silber sicherten, rutschte Zardini noch auf den Bronzerang ab. Er riskierte zu viel und verlor durch zwei große Schwenker des Bobs mit der nur achtbesten Zeit fast zwei Sekunden auf die Amerikaner. Nicht viel besser erging es den Ohlstädtern Schelle und Göbl. Zuvor noch auf Bronzekurs, waren sie noch einen Tick langsamer als Zardini und platzierten sich letztlich auf den undankbaren vierten Rang. Auch das zweite deutsche Team war vom Pech verfolgte. Der Bob von Hans Rösch kam ins Schleudern, wodurch der Bremser Theodor Bauer aus dem Schlitten fiel. Der Pilot Rösch prallte gegen die Eiswand und brach sich einen Ellenbogen. Seine Teilnahme am Vierer-Wettbewerb war damit ausgeschlossen.
Für Eugenio Monti war es der fünfte Weltmeistertitel im Zweierbob in Folge, ein Rekord, der erst 2020 von Francesco Friedrich gebrochen wurde.
| Platz | Land   | Sportler                            | 1. Lauf | 2. Lauf | 1. Tag  | 3. Lauf | 4. Lauf | Gesamt  |
| ----- | ------ | ----------------------------------- | ------- | ------- | ------- | ------- | ------- | ------- |
| 1     | ITA II | Eugenio Monti Sergio Siorpaes       | 1:11,62 | 1:10,66 | 2:22,28 | 1:11,17 | 1:09,22 | 4:42,67 |
| 2     | USA I  | Gary Sheffield Jerry Tennant        | 1:11,90 | 1:12,23 | 2:24,13 | 1:11,14 | 1:10,47 | 4:45,74 |
| 3     | ITA II | Sergio Zardini Romano Bonagura      | 1:12,30 | 1:11,65 | 2:23,95 | 1:10,22 | 1:12,45 | 4:46,62 |
| 4     | FRG I  | Franz Schelle Otto Göbl             | 1:11,75 | 1:11,86 | 2:23,61 | 1:11,42 | 1:12,63 | 4:47,66 |
| 5     | SUI I  | Max Angst Gottfried Kottmann        | 1:11,46 | 1:12,64 | 2:24,10 | 1:13,13 | 1:10,50 | 4:47,73 |
| 6     | SUI II | Hans Zoller Werner Thurnheer        | 1:13,31 | 1:12,57 | 2:25,88 | 1:10,26 | 1:11,62 | 4:47,76 |
| 7     | USA II | William Dodge Stephen Phillips      | 1:12,11 | 1:12,13 | 2:24,24 | 1:11,32 | 1:12,68 | 4:48,24 |
| 8     | GBR I  | Anthony Nash Robin Dixon            | 1:11,52 | 1:13,33 | 2:24,85 | 1:13,00 | 1:10,65 | 4:48,50 |
| 9     | CAN II | Victor Emery Dave Hobart            | 1:12,45 | 1:12,93 | 2:25,38 | 1:14,23 | 1:11,22 | 4:50,53 |
| 10    | SWE I  | Gunnar Åhs Börje Hedblom            | 1:12,96 | 1:13,79 | 2:26,75 | 1:13,14 | 1:12,14 | 4:52,03 |
| 11    | GBR II | Michael Howard John Lewis           | 1:15,59 | 1:13,26 | 2:28,85 | 1:14,75 | 1:14,22 | 4:57,82 |
| 12    | CAN I  | Lamont Gordon Gordon Currie         | 1:14,35 | 1:15,42 | 2:29,77 | 1:13,05 | 1:15,19 | 4:58,01 |
| 13    | ESP    | Vicente Sartorius Luis Munoz        | 1:16,80 | 1:13,37 | 2:30,17 | 1:14,70 | 1:13,32 | 4:58,19 |
| 14    | AUT I  | Franz Isser Heinrich Isser          | 1:14,07 | 1:13,97 | 2:28,04 | 1:16,53 | 1:14,47 | 4:59,04 |
| 15    | AUT II | Adolf Tonn Jerry O’Toole            | 1:16,44 | 1:17,72 | 2:34,16 | 1:18,17 | 1:16,12 | 5:08,45 |
| 16    | BEL I  | Pieter Clara Francois Lippens       | 1:21,46 | 1:16,39 | 2:37,85 | 1:17,35 | 1:15,97 | 5:11,15 |
| 17    | BEL II | Michel Hubert Thierry De Borchgrave | 1:29,10 | 1:28,06 | 2:57,16 | 1:35,03 | 1:32,58 | 6:04,68 |
| -     | FRG II | Hans Rösch Theodor Bauer            | 1:12,70 | 1:12,01 | 2:24,71 | ?       | DNF     | DNF     |
| -     | SWE II | Gunnar Garpo Erik Kohl              | DNF     | DNF     | DNF     | DNF     | DNF     | DNF     |

## Viererbob
Nachdem es bereits bei den kleinen Schlitten einige Unfälle auf der schwer zu fahrenden Bahn gab, setzte sich diese Serie bereits im Training der Viererbobs fort. Der für den verletzten Hans Rösch angereiste Josef Fraundorfer stürzte mit seiner Crew und zog sich eine Schulterverletzung zu. Letztlich wurde von der deutschen Mannschaftsleitung nur noch der Bob von Franz Schelle für den Wettkampf gemeldet.
Auch am ersten Wettkampftag sollten die Unglücksfälle nicht abreißen. Als Ersten traf es den Bob des Spaniers Sartorius. In der Zig-Zag-Kurve überschlug sich der Bob, Finger und Schlüsselbeinbrüche für die Crew waren die Folge. Nachdem die Bahnarbeiter fast eine halbe Stunde benötigten, um die Bahn wieder herzurichten, startet Mitfavorit Zardini. Seine Trainingszeiten gaben Anlass zu der Hoffnung, das es diesmal mit dem ersten WM-Titel klappen könnte. Allerdings war die Bahn durch nächtlichen Dauerregen an einigen Stellen sehr glatt, an anderen Stellen recht aufgeweicht. Der Italiener hatte ebenfalls in der Zig Zag-Kurve seine Probleme, so dass es den Bob an die Wand schlug. Bremser Bonagura wurde aus dem Bob geschleudert und er erlitt einen Schädelbruch. Da Zardinis Bob nicht mit der kompletten Besatzung ankam, wurde er den Regularien nach disqualifiziert.
Nach diesen eher tragischen Ereignissen zeigte Favorit Monti, das man die Bahn auch beherrschen konnte. Mit Laufbestzeit übernahm er nach dem ersten Lauf die Führung. Dahinter kam es aus Gastgebersicht zu einer großen Überraschung. Der bereits 47-jährige Altmeister und Lokalmatador Stanley Benham war nur ganze zwei Hundertstel langsamer als Monti. Darüber hinaus blieben auch Franz Schelle, aber überraschend auch der Schwede Ahs und der Brite McGowan mit ihren Crews unter der Zeit von 1:10 Minuten und damit im Kreis der Medaillenkandidaten. Im zweiten Lauf fuhr Monti exakt die gleiche Zeit während Benham diesmal mit etwas mehr Abstand wieder die zweitschnellste Zeit fuhr. Während der Schwede Ahs die drittbeste Zeit erzielte, reichte es für Schelle diesmal nur zur sechstbesten Zeit. Dies bedeutete nunmehr Rang drei für Ahs mit 7 Hundertsteln Vorsprung vor Schelle.
Ein nächtlicher Föhneinbruch machte dann alle durchaus noch berechtigten Medaillenhoffnungen zunichte. Die weich gewordene Bahn ließ keinen regulären Betrieb mit den schweren Schlitten mehr zu. Reglementsgemäß wurde daher der Zwischenstand nach den beiden Läufen des ersten Wettkampftages zur Gesamtwertung erklärt. Dies stieß vor allem bei den Gastgebern nicht auf uneingeschränkte Zustimmung da zum einen Benham um einen noch möglichen Titel gebracht worden war und zum anderen auch im letzten Jahr die Viererbob-WM wegen warmen Wetters um eine ganze Woche verschoben worden war. Da die europäischen Bobteams allerdings zu festen Konditionen und Termine schon eine Chartermaschine für den Rückflug gebucht hatten, war an eine WM-Verlängerung nicht zu denken. Zudem war nach Auskunft der einheimischen Bahnarbeiter eine Wiederherstellung der Bahn vor Mittwoch der folgenden Woche nicht möglich. Von daher griff die FIBT auf die Regelungen in ihren Statuten zurück. Eugenio Monti gewann damit seinen siebten Weltmeistertitel und war damit alleiniger Rekordhalter. Stan Benham konnte nach seiner letzten Medaille 1954 in Cortina und seiner zeitweisen jahrelangen Sperre durch die FIBT nochmals Edelmetall in den Händen halten. Für Schweden war es nach 1953 erst die zweite WM-Medaille.
| Platz | Land   | Sportler                                                          | 1. Lauf | 2. Lauf | Gesamt  |
| ----- | ------ | ----------------------------------------------------------------- | ------- | ------- | ------- |
| 1     | ITA I  | Eugenio Monti, Furio Nordio Sergio Siorpaes, Benito Regoni        | 1:09,20 | 1:09,20 | 2:18,40 |
| 2     | USA I  | Stanley Benham, Garry Sheffield Jerry Tennant, Charles Pandolph   | 1:09,22 | 1:09,48 | 2:18,70 |
| 3     | SWE I  | Gunnar Ahs, Gunnar Garpo Erik Vennerberg, Borje Hedblom           | 1:09,58 | 1:09,61 | 2:19,19 |
| 4     | FRG I  | Franz Schelle, Hartl Geiger Josef Sterff, Otto Göbl               | 1:09,38 | 1:09,89 | 2:19,27 |
| 5     | GBR I  | Bill McCowen, Robin Seel Phil Martyon, Andrew Hedges              | 1:09,74 | 1:09,70 | 2:19,44 |
| 6     | USA II | Larry Mc Killip, Mike Baumgartner, Neil Rodgers, Jim Lamy         | 1:10,37 | 1:09,48 | 2:19,85 |
| 7     | SUI II | Hans Zoller, Walter Graf Horst Wagner, Robert Zimmermann          | 1:10,78 | 1:10,71 | 2:21,49 |
| 8     | SUI I  | Max Angst, René Kuhl Hans Hirschbühl, Gottfried Kottmann          | 1:10,32 | 1:11,20 | 2:21,52 |
| 9     | AUT I  | Paul Aste, Franz Isser Adolf Tonn, Heinrich Isser                 | 1:11,56 | 1:10,48 | 2:22,04 |
| 10    | CAN II | Lamont Gordon, Chris Ondaatje Gordon Eberts, Gordon Currie        | 1:11,02 | 1:11,71 | 2:22,73 |
| 11    | GBR II | Anthony Nash, Anthony Slesinger Guy Renwick, Robin Dixon          | 1:12,04 | 1:10,84 | 2:22,88 |
| 12    | BEL    | Peter Clara, Hubert Michel Francois Lippens, Henry Voorheist      | 1:11,55 | 1:11,63 | 2:23,18 |
| -     | ITA II | Sergio Zardini, Rerruccio Della Torre Hugo Merlo, Romano Bonagura | DSQ     | DSQ     | DSQ     |
| -     | ESP    | Vicente Sartorius, Gonzalo Taboada Luis Munoz, Tony Sartorius     | DNF     | DNF     | DNF     |

## Medaillenspiegel
| Platz | Land               | Gold | Silber | Bronze | Gesamt |
| ----- | ------------------ | ---- | ------ | ------ | ------ |
| 1     | Italien            | 2    | 0      | 1      | 3      |
| 2     | Vereinigte Staaten | 0    | 2      | 0      | 2      |
| 3     | Schweden           | 0    | 0      | 1      | 1      |